# Friedrich Wilhelm von Mellenthin
Friedrich Wilhelm von Mellenthin, auch Friedrich-Wilhelm von Mellenthin, (* 30. August 1904 in Breslau; † 28. Juni 1997 in Johannesburg) war ein deutscher General (zuletzt Generalmajor), Geschäftsmann und Autor.

## Leben
Er entstammte der alten pommerschen Adelsfamilie von Mellenthin und wuchs auf den Familiengütern Mellenthin und Lienichen auf. Er schlug wie sein Vater Paul von Mellenthin (1866–1918), der als Oberstleutnant während der letzten Offensiven an der Westfront bei Tournai fiel, und sein älterer Bruder Horst von Mellenthin, der in der Wehrmacht bis zum General der Artillerie aufsteigen sollte, die Offizierslaufbahn ein. Seine Mutter war Orlinda von Waldenburg (1876–1950), Tochter der Johanna Dorothee Bertram und des Leutnants a. D. Alfred von Waldenburg.
Er diente im Zweiten Weltkrieg unter anderem als Dritter Generalstabsoffizier (Ic) im Stabe Erwin Rommels in Nordafrika, später als Chef des Stabes des XXXXVIII. Panzerkorps und der 4. Panzerarmee an der Ostfront sowie der Heeresgruppe G an der Westfront, jeweils unter Hermann Balck. Zeitweilig führte er die 9. Panzer-Division und wurde 1944 zum Generalmajor befördert. Zuletzt war er Stabschef der 5. Panzerarmee, die im April 1945 im Ruhrkessel unterging.
Nach seiner Entlassung aus der Kriegsgefangenschaft wanderte von Mellenthin nach Südafrika aus, heiratete dort und gründete die Luftfahrgesellschaft Trek Airways. 1961 wurde er Regionaldirektor der Deutschen Lufthansa für Afrika. 1969 trat er in den Ruhestand.
In Südafrika kam Mellenthin im Afrikanischen Jahr 1960 zu dem Schluss, der Westen könne sich fortan nur noch auf die Apartheid-Regimes in Südafrika (mit Südwestafrika) und Südrhodesien sowie auf die noch nicht unabhängigen Kolonien des NATO-Mitglieds Portugal (Mosambik und Angola) verlassen, während die neuentstandenen afrikanischen Staaten potentiell instabil seien. Er regte daher in einer militärpolitischen Studie die Gründung einer Southern Africa Treaty Organization (SATO) als Süderweiterung der NATO und die Aufstellung stets interventionsbereiter Kommandoeinheiten an.
Mellenthin ist Autor mehrerer militärhistorischer und -theoretischer Schriften und einer Autobiografie. Sein 1963 erschienenes Buch Panzerschlachten wurde in mehrere Sprachen übersetzt. 1969 wurde er vom Bundespräsidenten mit dem Bundesverdienstkreuz 1. Klasse ausgezeichnet.
Er gehörte zu den deutschen Generälen, die ins US-Verteidigungsministerium, dem Pentagon eingeladen und bewirtet wurden, um über ihre Erfahrungen im Kampf gegen die Rote Armee der Sowjetunion ausgefragt zu werden.

## Familie
Friedrich Wilhelm von Mellenthin heiratete 1932 in erster Ehe Ingeborg von Aulock (* 15. Mai 1913; † unbekannt), die Enkelin eines Südafrika-Auswanderers. Aus dieser 1954 geschiedenen Ehe stammen fünf Kinder. In zweiter Ehe heiratete er 1954 in Johannesburg Sybille Zeltmann (* 17. Juni 1925). Aus dieser Ehe stammen zwei Kinder. Ira von Mellenthin ist seine Nichte. Friedrich Wilhelm von Mellenthin hat mehrere Enkelkinder.

## Schriften
- Panzerschlachten. Eine Studie über den Einsatz von Panzerverbänden im 2. Weltkrieg. Vowinckel, Neckargemünd 1963, DNB-Info, in den Vereinigten Staaten von 1956 bis 1976 erschienen unter dem Titel Panzer Battles: A Study of the Employment of Armor in the Second World War (Online).
- Deutschlands Generale des Zweiten Weltkriegs. Lübbe Verlag, Bergisch Gladbach 1980, ISBN 3-404-65027-1.
- mit R. H. S. Stolfi, E. Sobik: NATO Under Attack: Why the Western Alliance Can Fight Outnumbered and Win in Central Europe Without Nuclear Weapons. Duke Press Policy Studies, 1984.
- Schach dem Schicksal. Ein deutscher Generalstabsoffizier berichtet von seiner Herkunft, seinem Einsatz im 2. Weltkrieg und seinem beruflichen Neubeginn nach dem Kriege. In: Soldatenschicksale des 20. Jahrhunderts als Geschichtsquelle. Band 11, Osnabrück 1988, ISBN 3-7648-1729-1.

## Genealogie
- Walter von Hueck, Carola von Ehrenkrook, Friedrich Wilhelm Euler, Oskar Pusch, Johann Georg von Rappard. Et. al. Genealogisches Handbuch der Adeligen Häuser A (Uradel). 1969. Band IX, Band 43 der Gesamtreihe GHdA, Hrsg. Deutsches Adelsarchiv, C. A. Starke Verlag, Limburg (Lahn) 1969, ISSN 0435-2408, S. 250 f.